# Vejstrup Ådal
Vejstrup Ådal er en smeltevandsdal på det sydlige Fyn, der ligger 8 km østnordøst for Svendborg i Svendborg Kommune, og er skabt for ca. 17.000 år siden. Ådalen er en del af UNESCO Geopark Det Sydfynske Øhav

## Beskrivelse
I ådalen ligger  en malerisk vandmølle,  artsrige skovpartier og  stejle dalsider. Oplandet til Vejstrup Å dækker mere end 40 km² og selve vandløbet er omkring 17 km langt. Vejstrup Å udspringer i cirka 75 meters højde nær foden af bakkepartiet ”Højes Dong”, og Vejstrup Ådal begynder dermed i et højtliggende, kuperet dødislandskab. Længere østpå skærer åen sig ned i den moræneflade, som skråner ned mod Storebælt. Fra Vejstrup til udløbet i Storebælt har vandløbet et fald på mere end 30 m over en strækning på 4,2 km. Vandkraften blev udnyttet flere steder, blandt andet ved Vejstrupgård, hvor den nuværende vandmølle opførtes i 1838. Der har dog eksisteret vandmøller på stedet siden 1500-tallet.
Visse steder skaber den tætte og meget varierede vegetation en næsten jungleagtig stemning.

## Dalens geologiske historie
Ådalens geologiske historie er endnu ikke helt afklaret, men måske blev dalen oprindeligt skabt som en tunneldal inde under isen af smeltevand, der strømmede mod vest. Vandet kom fra den del af Bælthav Isstrømmen, der kaldes ’Storebæltsgletsjeren’ (18-17.000 år før nu). Da denne gletsjer var smeltet væk, fandt smeltevand fra store, fastliggende ismasser (dødis) i terrænet omkring Højes Dongbakkerne længere mod vest deres afløb gennem dalen. Smeltevandet løb mod øst, ud mod Storebæltslavningen, og skar sig yderligere ned i morænefladen omkring Vejstrup og Øster Åby. Herved fik ådalen sin nuværende udformning.
Mellem Højes Dong Bakker og Klingstrup passerer Vejstrup Å de lavtliggende områder, Sortemose og Lundemose. De var oprindeligt dødisfyldte lavninger, der efter sidste istids slutning for 11.700 år siden blev opfyldt med sø- og moseaflejringer.
De geologiske forhold og kalkrige istidsaflejringer i og omkring ådalen giver ophav til mange kildevæld. Læg mærke til hvordan kalken udskilles af det piblende vand og indkapsler blade, kviste, grene og småsten med skorper af kildekalk (”frådsten”). Et enkelt sted i dalen er der siden istiden dannet op til 1,5 m tykke lag af kildekalk, der i 1800-tallet blev gravet op og udnyttet til mergling i landbruget. 
Dele af den 15-25 m dybe ådal har stadig bevaret det V-formede tværsnit, som er karakteristisk for mange dale formet af rindende vand - om end tidens tand har udglattet landskabsformerne delvist. Ålejet præges af mange sten, hvoraf nogle dog stammer fra tidligere forstærkninger af åbrinkerne.

## Fredning
Fredningsnævnet har fredet Vejstrup Ådal i Svendborg Kommune. Fredningsområdet strækker sig fra Vejstrup øst for Nyborgvej og ud til Storebælts kyst. Mod nord følger fredningen skovenes og naturområdernes afgrænsning.
Med fredningen vil man:
- bevare og forbedre naturværdien og øge biodiversiteten, med særlig vægt på at fastholde ådalen som en mosaik af ureguleret vandløb, lysåbne naturområder som enge, moser og overdrev samt urørt skov, og at sikre og udvikle gunstige forhold særligt for sjældne og/eller truede arter, herunder hasselmus
- sikre de geologiske værdier, så tunneldalen, som menes skabt af smeltevand under Bælthavisen, bevares med dets nuværende profil
- beskytte og sikre ådalens fremtræden som et markant landskabselement med skovbevoksede dalsider vekslende med lysåbne naturarealer,
- medvirke til overholdelsen af Danmarks direktivmæssige forpligtelser med hensyn til at beskytte naturen,
- skabe grundlag for naturpleje,
- og sikre og forbedre offentlighedens muligheder for at færdes i området langs hele åen ud til kysten

.

## Adgang for offentligheden
Der er let adgang til området fra parkeringspladsen En cirka 4 km lang strækning af vandreruten Øhavsstien følger åen - dog ikke helt frem til udløbet i Storebælt. Vandmøllen kan kun beses udefra. 
Man kan få adgang til dalen ved at følge Øhavsstien enten fra dens østlige ende, dvs. ved Lundeborg, eller fra dens passage af Vejstrup Å ved Lillemølle Bro, hvor landevejen mellem Svendborg og Nyborg krydser Vejstrup Å. Vejstrup
I vinterhalvåret og i meget nedbørsrige perioder, er stien i ådalen ofte glat og mudret, hvorfor passende fodtøj anbefales. Men det er også her, at vandløbet rigtigt kommer til sin ret og leder tankerne tilbage til dengang, hvor en brusende smeltevandsflod strømmede gennem dalen.